# Марсіанська пустельна дослідницька станція
Марсіанська пустельна дослідницька станція (англ. Mars Desert Research Station, MDRS) — найбільша та найстарішою установою дослідження поверхні Марса та один із двох симуляторів середовища Марса, які створила та якими керує громадська організація «Марсіанське товариство» (англ. Mars Society).
Станція побудована на початку 2000-х в пустелі на Заході США, на острові Сан-Рафаель поблизу міста Генксвілл у штаті Юта.
Вона складається із двоповерхового середовища проживання з теплицею, сонячною та роботизованою обсерваторіями, інженерною платформою та науковим корпусом, де живуть і працюють невеликі групи дослідників.
Робота станції фінансується різними донорами, серед яких мільярдери Джеф Безос та Ілон Маск.
У листопаді 2023 року Марсіанську пустельну дослідницьку станцію очолив український інженер Сергій Якимов.
Перша дослідницька станція Flashline Mars побудована «Марсіанським товариством» на схилі кратера Готон на острові Девон в арктичній частині Канади влітку 2000 року.